# 檜木内村
檜木内村（ひのきないむら）は秋田県仙北郡にあった村。現在の仙北市北西部、秋田内陸縦貫鉄道秋田内陸線沿線にあたる。

## 地理
- 山：大仏岳
- 河川：桧木内川
- 湖沼：垂天池沼

### 小字
桧木内地区（下檜木内村）
- 木田
- 相内
- 相内潟
- 小波内
- 長戸呂
- 霞田
- 相沢
- 吉田
- 久保
- 畑中
- 小滝
- 木田
- 松葉

上桧木内地区（上檜木内村）
- 坂本
- 宮田
- 比内沢
- 東下戸沢
- 中泊
- 寺村
- 大森
- 桁沢
- 福田

## 歴史
- 1889年（明治22年）4月1日 - 町村制の施行により、下檜木内村、上檜木内村の区域をもって発足。
- 1956年（昭和31年）9月30日 - 西明寺村と合併して西木村が発足。同日檜木内村廃止。

## 出身有名人
- 渡辺喜恵子

## 交通

### 鉄道路線
現在は旧村域に秋田内陸縦貫鉄道秋田内陸線の羽後長戸呂駅・松葉駅・羽後中里駅・左通駅・上桧木内駅・戸沢駅が所在するが、当時は未開業。